# Шовш, Калман Калманович
Калман Калманович Шовш (14 июня 1962, Соловка, Закарпатская область — 5 июля 2011) — украинский учёный-унгарист, политик. Ректор Закарпатского венгерского института (2000—2011). Кандидат исторических наук (1993). Депутат Ужгородского районного совета V и VI созывов. Член Партии венгров Украины.

## Биография
Родился 14 июня 1962 года в селе Соловка Ужгородского района. Окончил Ужгородский государственный университет по специальности «история» (1984). Трудовую деятельность начал учителем в школе села Великая Добронь Ужгородского района. После работал заместителем директора научно-исследовательского Института Центра гунгарологии Ужгородского государственного университета и преподавал историю на кафедре венгерской филологии. В 1993 году защитил кандидатскую диссертацию.
В 1997 году стал проректором новосозданного Закарпатского педагогического венгерского института, а в 2000 году — ректором. В 2003 году вуз был переименован в Закарпатский венгерский институт имени Ференца Ракоци II). Являлся членом иностранной секции учёных Венгерской академии наук. Главный редактор периодического научного журнала института «Acta Beregsasiensis». Руководил научно-исследовательским центром «Институт обществоведения».
Скончался 5 июля 2011 года. Похоронен на кладбище родного села Соловка. В 2016 году в здании института был установлен бюст Калмана Шовша (скульпторы Лайош Дьорфи и Имре Варга).

## Общественная деятельность
Руководил районной организацией Общества венгерской культуры Закарпатья. Избирался депутатом Ужгородского районного совета V и VI созывов от Партии венгров Украины.

## Награды и звания
- Медаль Яноша Арани (2011)[5]
- Орден «Рыцарский крест Венгерской Республики» (2011)[5]
- Почётный гражданин Ужгородщины (21 июля 2011, посмертно)[6]
- Почётный гражданин Береговского района (30 августа 2016, посмертно)[7]

## Личная жизнь
Супруга — Екатерина Степановна Шовш.